# La Joiosa
La Joiosa és un edifici civil del municipi de Vallromanes (Vallès Oriental) inclosa en l'Inventari del Patrimoni Arquitectònic de Catalunya.

## Descripció
Torre que conserva en part la tipologia d'algunes masies: teulada bipartida i un cos central, també de dos vessants i més elevat. L'edificació apareix al final d'un llarg jardí i es divideix en cinc plantes. La part baixa forma un porxo tancat per tres arcs irregulars i un d'ells sobreposat als altres dos. Unes escales laterals condueixen a una terrassa del segon pis, amb una barana de maó. Aquesta terrassa és coberta per una altra aixecada sobre unes columnes espirals fetes de maó. La part baixa de la casa és feta de pedra vista i la resta és arrebossada. Els dos materials que tenen un paper més important dins de l'aspecte general són el maó i els mosaics a base de rajoles trencades. Tant els balcons com les finestres són coronats amb diferents esquemes geomètrics. A sobre de la finestra superior hi ha un plat ceràmic encastat al mur. Les baranes són fetes amb maó. Les xemeneies són també recobertes de trossets de ceràmica, igual que el nom de la casa, situat sobre la façana i un rètol sobre la porta d'entrada que diu "Ave Maria".
Es pot dir que existeixen certes influències modernistes, no tant en les formes com en l'ús de certs elements típics d'aquest període, exclusivament decoratius.
L'escultura externa adossada a l'esquerra del mur de la façana, representa la figura d'un Sant. Està situada sobre una petita rapissa també adossada al mur, i està coberta per un petit dosser o baldaquí que, igual que la rapissa, és d'estil molt abarrocat.

## Història
Si l'escultura exterior fos feta a la mateixa època que la casa, el 1914, es tractaria d'una voluntat de reviure l'estil neogòtic.